# Jigme Namgyel Wangchuck
Jigme Namgyel Wangchuck (født 5. februar 2016) er det første barn og arving af Kong Jigme Khesar Namgyel Wangchuck af Bhutan og hans kone, dronning Jetsun Pema. Han har været kronprins af Bhutan siden sin fødsel i 2016. Hans navn blev annonceret den 16. april 2016.